# Wszyscy dobrzy rodacy
Wszyscy dobrzy rodacy (cz. Všichni dobří rodáci) – czechosłowacka tragikomedia z 1968 roku w reżyserii Vojtěcha Jasnego.

## Główne role
- Vlastimil Brodský – Očenáš
- Radoslav Brzobohatý – František
- Vladimír Menšík – Jořka Pyřk
- Waldemar Matuška – Zášinek
- Drahomíra Hofmanová – Wdowa
- Pavel Pavlovský – Bertin
- Václav Babka – Franta Lampa
- Josef Hlinomaz – Frajz
- Karel Augusta – Joža Trňa
- Ilja Prachař – Plécmera
- Václav Lohniský – Zejvala
- Milan Sandhaus – Kurfirt
- Helena Růžičková – Božka

## Fabuła
Rok 1945. II wojna światowa dobiega końca. W pobliskiej wsi jest świętowane zwycięstwo i nadejście wolności. Ale trzy lata później wszystko się zmienia. Musi powstać spółdzielnia produkcyjna i zostaje wybrany kilkuosobowy zarząd. A żeby wszystko odbyło się zgodnie z nowymi przepisami, najbogatszy gospodarz wsi Kurfirt zostaje wywłaszczony. Opuszczając wieś, gospodarz przepowiada, że nowi właściciele zmarnują cały dobytek i to szybciej niż myślą.